# Habitare fratres in unum
Habitare fratres in unum est une œuvre pour chœur mixte a cappella écrite par Arvo Pärt, compositeur estonien associé au mouvement de musique minimaliste.

## Historique
Composée en 2012, l'œuvre est dédiée à Josef Stanislaw Durek et sera créée à Paris au Collège des Bernardins par l'ensemble Vox Clamantis sous la direction de Jaan-Eik Tulve.